# Cook (Minnesota)
Cook – miasto w Stanach Zjednoczonych, w stanie Minnesota, w hrabstwie St. Louis.